# Моновірш
Моновірш (грец. μονόστίχοζ — одновірші, від μόνοζ — один і στίχοζ — рядок, вірш) — вірш з одного рядка, написаний легко впізнаним віршованим розміром. Сприймається як вірш тільки на фоні розвиненої поетичної традиції цього розміру або в контексті поетичної книги.

## Історія жанру
Моновірш відомий з фольклорної давнини багатьох літератур не тільки європейських регіонів. Проте, широкого використання жанр не мав. В російській поезії моновірш налічує два століття, але його відродження пов'язане з ім'ям В. Брюсова, який не тільки переклав багато моновіршів античних авторів, але й був творцем відомого моновірша:
|  | О, закрой свои бледные ноги! |

В останній чверті XX століття з'являються цілі цикли моновіршів Т. Михайловської та збірки моновіршів В. Вишневського та О. Очеретянського.

## Ознаки жанру
Постійними ознаками моновірша є ритм, «однострока» створюється звуковими або синтаксичними, або власне метричними, повторами. Моновірш належить до таких форм, які мають назву «удетерон» (грец. «ні те, ні інше»).
Деякі віршознавці, наприклад, І. Качуровський уважають, що до моновірша належать не лише окремі твори, але й такі, які завдяки своїй ритміко-синтаксичній та змістовній завершеності набувають статус відносно самостійного художнього цілого і можуть бути вилучені з контексту твору як самостійні одиниці.
Це підтверджується тим, що багато віршованих висловів І. Котляревського, О. Грибоєдова, байкарів тощо стали «крилатими», не кажучи вже про сентенції, гіоми, які за своїм характером мають можливість використовуватися в ролі епіграфів, ремінісценцій, пародій, перифраз і навіть усного побутування в народному середовищі. Проте, в цих випадках подібні вислови набувають значення моновірша, але змінюють авторську настанову.
Проблематичним є строфічний характер моновірша. Переважна більшість дослідників не відносить моновірш до строфічних форм. Віршознавці (Т. Наварро Томас, І. Качуровський) підкреслюють, що моновірш лише відіграє роль міністрофи в прислів'ях, заголовках, епіграфах тощо.
Моновірш зустрічається у як фольклорних (загадка, прислів'я, приказка), так і літературних жанрах (афоризм, гасло, слоган, реклама, включаючи вигуки вуличних торгівців, а також написи на будівлях, брамах, візках). До цієї форми О. Квятковський залічує народні «страждання», тобто невеликі пісеньки-приспівки, що складаються з двох рядків переважно по 8 складів суміжною римою. Форму моновірша мають епітафії, епіталами.

## Жанр в сучасній літературі
В сучасній авангардній поезії моновірші зустрічаються з такими жанровими назвами, як «Роман в один рядок». «Роман у народному дусі» (В. Марков).
Гнучкість змістовної форми моновірша виявляється і в його стильових можливостях, діапазон його мовленнєвого стилю коливається від високої патетики до постмодерністського «чорного гумору». Крім того, він характеризується здатністю до різного роду експериментальних навантажень, що зумовлює чимраз більший інтерес до нього насамперед з боку авангардистських поетів (В. Каменський, Д. Бурлюк, В. Ерль, Б. Констриктор).